# Pieter Pourbus

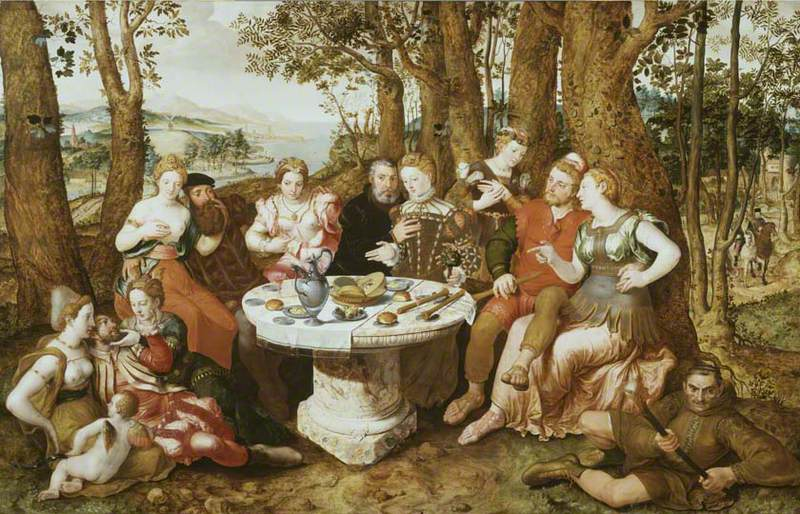
Alegoria prawdziwej miłości (ok. 1547)

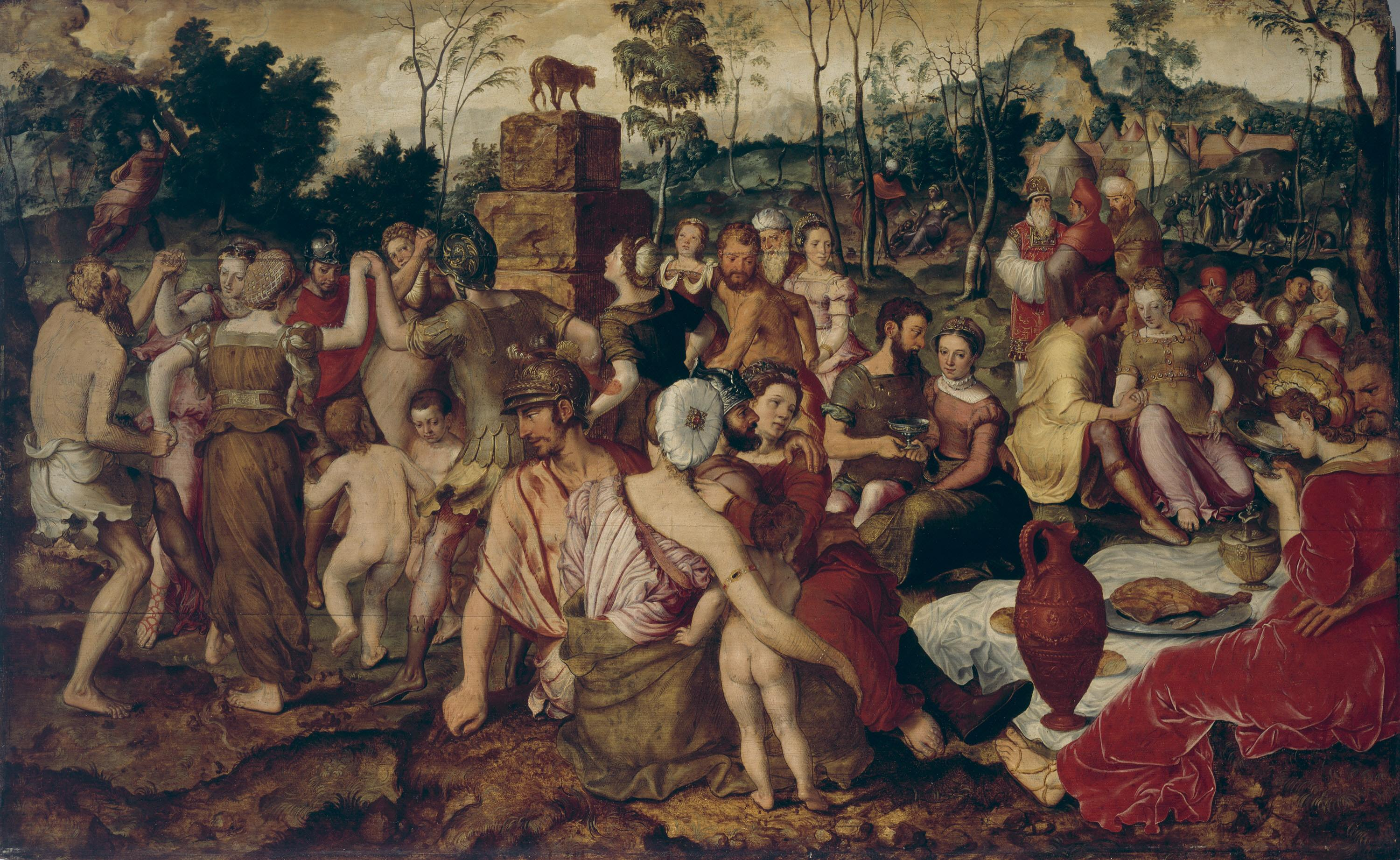
Taniec wokół złotego cielca (lata 50. XVI w.)

Pieter Pourbus (ur. 1523 lub 1524 w Goudzie, zm. 30 stycznia 1584 w Brugii) – niderlandzki malarz, rysownik, rzeźbiarz, kartograf.

## Życiorys
W 1543 osiadł w Brugii, gdzie został zarejestrowany jako zagraniczny mistrz w tamtejszej gildii św. Łukasza, w której wielokrotnie był mianowany oficerem – sześciokrotnie członkiem komitetu (vinderem) i dwukrotnie jej dziekanem (1569–1570 i 1580–1581). Brał też czynny udział w życiu publicznym miasta: jako członek izby retorów, oficer kompanii łuczników św. Jerzego (od 1544) oraz zarządca dzielnicy (wijkmeester), w której mieszkał.
Nauczycielem Pourbusa był Lancelot Blondeel, z którym ściśle współpracował i którego córkę Annę poślubił w 1545. Zaś do uczniów Pietera Pourbusa należeli m.in. jego syn Frans Pourbus (starszy) i jego wnuk Frans Pourbus (młodszy) (po 1581), a także Anthuenis Claeissins.

## Twórczość
Początkowo Pourbus łączył styl lokalnych prymitywistów i malarstwa Ambrosiusa Bensona z italianizmem Blondeela i Jan van Scorela. W latach 50. XVI w. rozwinął styl italianizmu renesansowego, ale w bardziej poważnej, czasem monumentalnej formie. Później jego styl stał się bardziej malarski, prawdopodobnie pod wpływem Fransa Florisa.
Pourbus malował głównie obrazy religijne; był też pierwszorzędnym portrecistą i pionierem portretu grupowego. Zajmował się kartografią – w latach 1561–1571 wykonał Wielką Mapę magistratów brugijskich. Uprawiał także niewielką, ale łatwo rozpoznawalną twórczość rysunkową.

## Wybrane dzieła
(wg źródeł)
- Siedem Radości Marii, ok. 1545, Katedra Notre-Dame w Tournai
- Alegoria prawdziwej miłości, ok. 1547, Wallace Collection, Londyn
- Ostatnia Wieczerza, 1548, kolekcja prywatna J. de Maere, Bruksela
- tryptyk Chrzest Chrystusa, 1549, kolekcja prywatna, Madryt
- Sąd Ostateczny, 1551, Groeningemuseum, Brugia
- Zwiastowanie, 1552, Muzeum het Catharina Gasthuis, Gouda
- Siedem Boleści Marii zw. Tryptykiem van Belle, 1556, kościół św. Jakuba w Brugii(inne języki)
- Tryptyk Najświętszego Sakramentu, 1559, Katedra Świętego Zbawiciela w Brugii
- Taniec wokół złotego cielca, National Gallery of Ireland, Dublin
- Ostatnia Wieczerza, 1562, Kościół Najświętszej Marii Panny w Brugii
- Złożenie do grobu, 1570, Brugia
- Pokłon pasterzy, 1574, Kościół Najświętszej Marii Panny w Brugii
- pendant Jan van Eyewrve i Jacquemine Buuck, 1551, Groeningemuseum, Brugia
- pendant Pieter Dominick i Livina van der Beke, 1558, kolekcja prywatna, Antwerpia
- portret Jacob van der Gheenste, 1584, Bruksela
- Członkowie Bractwa Krwi Chrystusowej, 1556, Bazylika Świętej Krwi, Brugia
- Członkowie Bractwa Najświętszego Sakramentu, 1559, w tryptyku w Katedrze Świętego Zbawiciela w Brugii

## Galeria

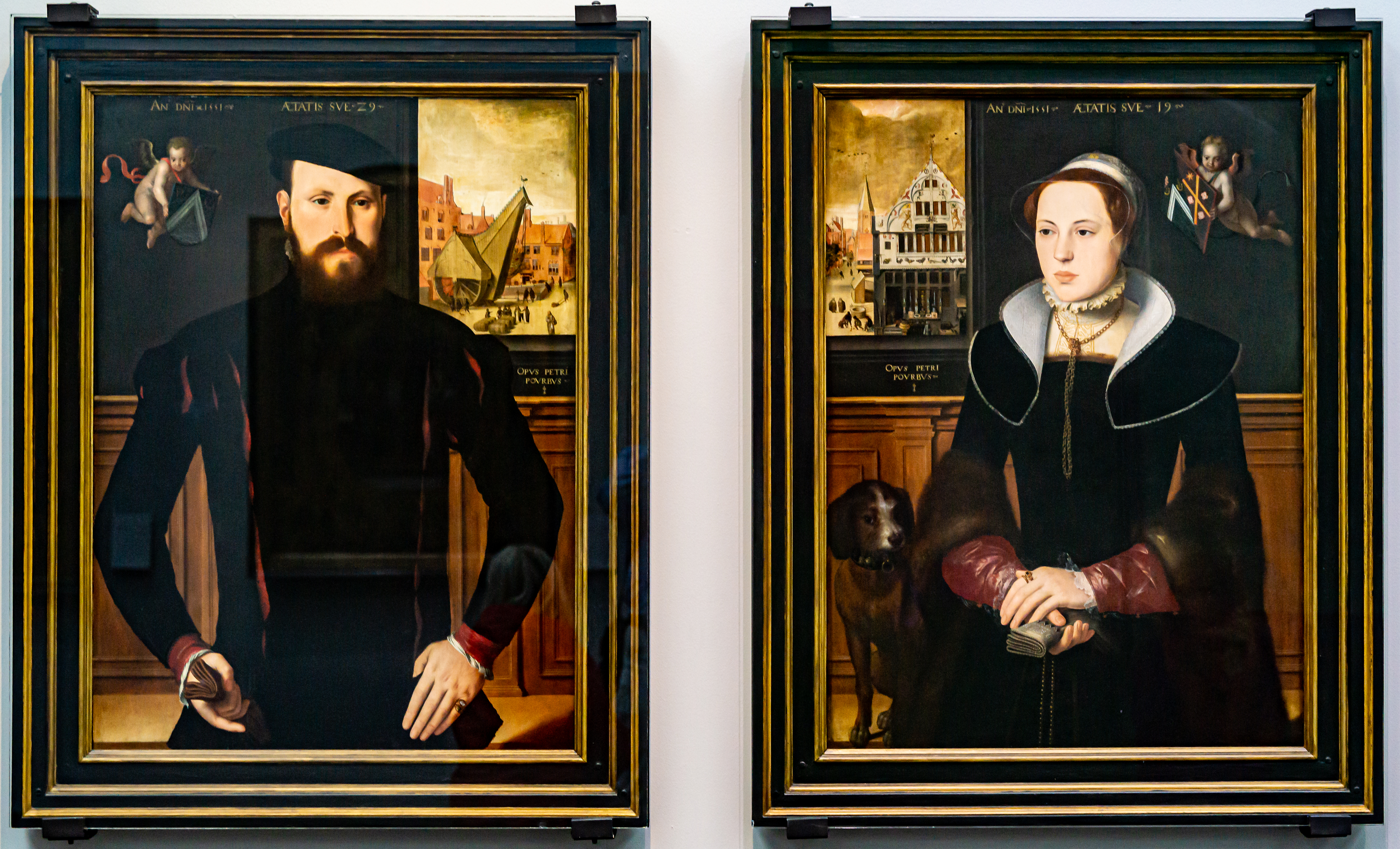
pendant Jan van Eyewrve i Jacquemine Buuck (1551)
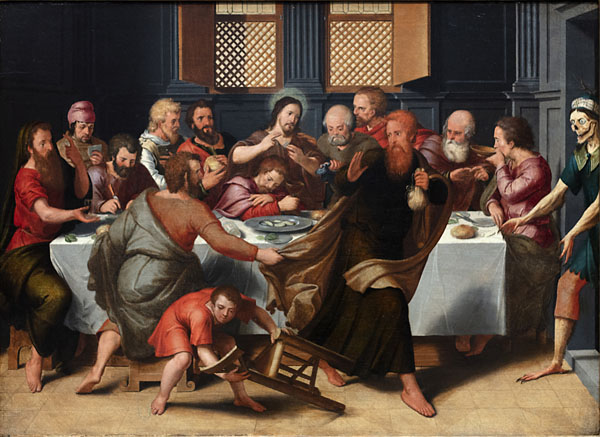
Ostatnia wieczerza (1562)
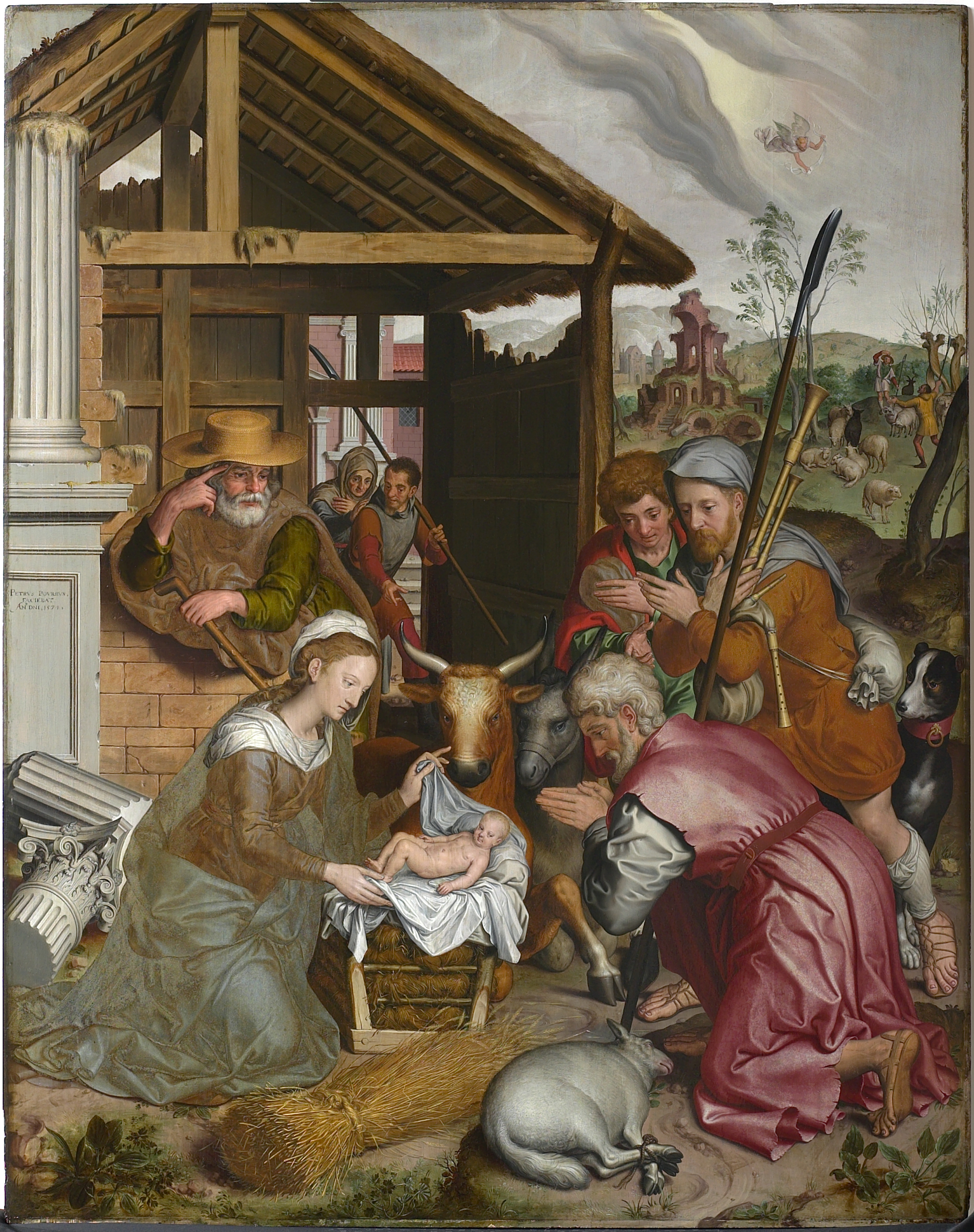
Pieter Pourbus: Pokłon pasterzy (1574)
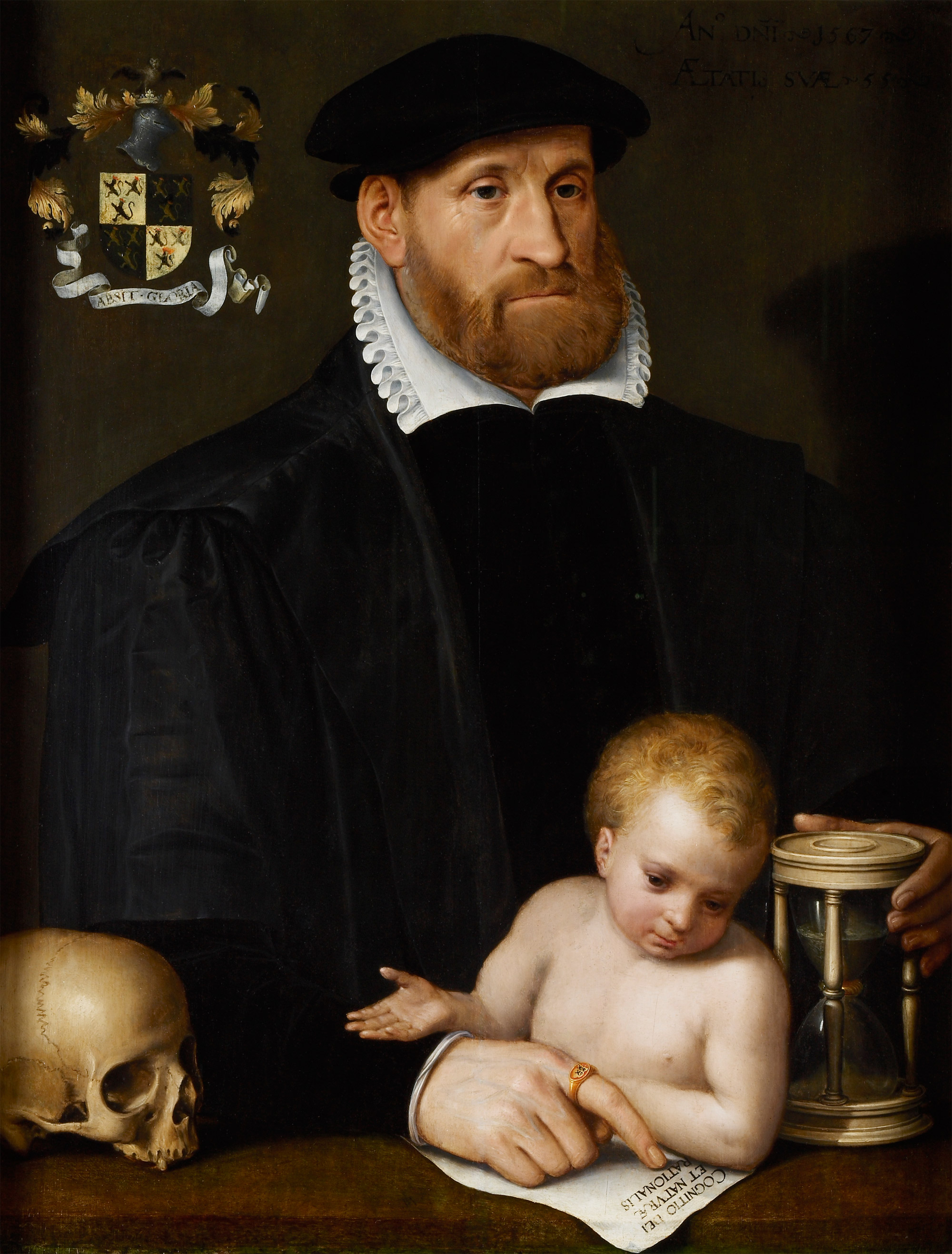
Francois Van der Straeten
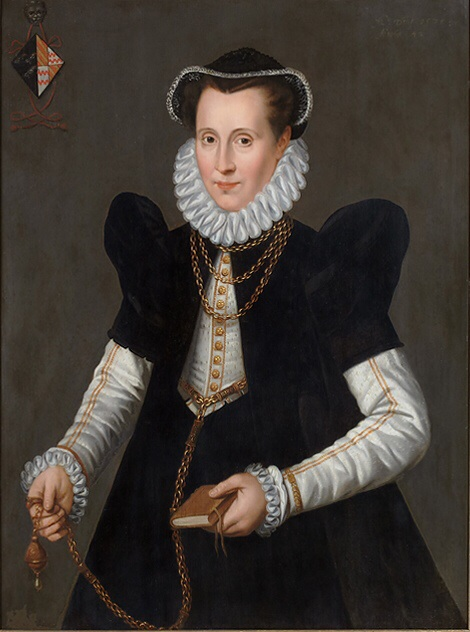
Anna van Renoy (1575)